# Liste der Biografien/Fou
Liste der Biografien |
Portal Biografien |
Personensuche
# |
A |
B |
C |
D |
E |
F |
G |
H |
I |
J |
K |
L |
M |
N |
O |
P |
Q |
R |
S |
T |
U |
V |
W |
X |
Y |
Z |
?
 
Fa |
Fe |
Ff |
Fh |
Fi |
Fj |
Fk |
Fl |
Fm |
Fn |
Fo |
Fr |
Ft |
Fu |
Fy
 
Foa |
Fob |
Foc |
Fod |
Foe |
Fof |
Fog |
Foh |
Foi |
Foj |
Fok |
Fol |
Fom |
Fon |
Foo |
Fop |
For |
Fos |
Fot |
Fou |
Fov |
Fow |
Fox |
Foy |
Foz
Die Liste der Biografien führt alle Personen auf, die in der deutschsprachigen Wikipedia einen Artikel haben. Dieses ist eine Teilliste mit 319 Einträgen von Personen, deren Namen mit den Buchstaben „Fou“ beginnt.

## Fou
- Fou, Jean du († 1492), königlicher Mundschenk und Kammerherr
- Fou, Ts’ong (1934–2020), britischer klassischer Pianist chinesischer Herkunft

### Foua
- Fouache, Kévin (* 1989), französischer Radsportler
- Fouad, Hazim (* 1984), deutscher Islamwissenschaftler, Buchautor und nachrichtendienstlicher Analyst
- Fouad, Pierre, ägyptischer Jazz-Schlagzeuger

### Foub
- Foubert, Diederik (* 1961), belgischer Radrennfahrer
- Foubert, Émile-Louis (1848–1911), französischer Genre- und Landschaftsmaler
- Foubert, Valentin (* 2002), französischer Skispringer

### Fouc
- Foucan, Marc (* 1971), französischer Sprinter
- Foucan, Sébastien (* 1974), französischer Extremsportler, Begründer der Sportart Freerunning
- Foucar, Georg (1870–1945), deutscher Manager der Zementindustrie
- Foucart, Bruno (1938–2018), französischer Kunsthistoriker und Akademiker
- Foucart, Olivier (* 1984), belgischer Basketballtrainer und -spieler
- Foucart, Paul (1836–1926), Altphilologe und Epigraphiker
- Foucauld, Charles de (1858–1916), französischer Priestermönch, Eremit, Ordensgründer und MärtyrerCharles de Foucauld (1858–1916)

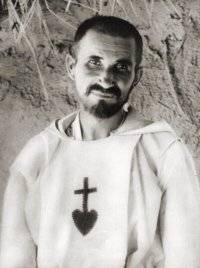
Charles de Foucauld (1858–1916)

- Foucault de Saint-Germain-Beaupré, Jean († 1466), französischer Adliger und Militär
- Foucault, Alphonse-Gabriel (1843–1930), französischer römisch-katholischer Geistlicher, Bischof von Saint-Dié
- Foucault, Kris (* 1990), kanadischer Eishockeyspieler
- Foucault, Léon (1819–1868), französischer Physiker
- Foucault, Louis († 1659), französischer Aristokrat und Militär, Marschall von Frankreich
- Foucault, Michel (1926–1984), französischer PhilosophMichel Foucault (1926–1984)

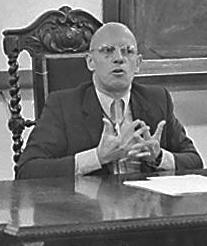
Michel Foucault (1926–1984)

- Foucault, Nicolas-Joseph (1643–1721), französischer Verwaltungsbeamter und Bibliophiler
- Foucault, Paul-André (1893–1959), französischer Chirurg und Universitätsprofessor der Anatomie
- Foucaux, Camille (1906–1976), französischer Radrennfahrer
- Foucaux, Philippe Édouard (1811–1894), französischer Tibetologe
- Fouček, Ladislav (1930–1974), tschechischer Radrennfahrer, nationaler Meister im Radsport
- Fouchard, Émile (1902–1996), französischer Politiker und Résistant
- Fouchard, Jean (1912–1990), haitianischer Historiker, Schriftsteller, Journalist und Diplomat
- Fouchard, Julien (* 1986), französischer Straßenradrennfahrer
- Fouché, George (1965–2023), südafrikanischer Automobilrennfahrer
- Fouche, Gert (* 1980), südafrikanischer Radsportler
- Fouche, Herman (* 1987), südafrikanischer Radrennfahrer
- Fouché, Jacobus Johannes (1898–1980), südafrikanischer Politiker, Präsident Südafrikas (1968–1975)
- Fouché, James (* 1998), neuseeländischer Radrennfahrer
- Fouché, Joseph (1759–1820), französischer PolitikerJoseph Fouché (1759–1820)

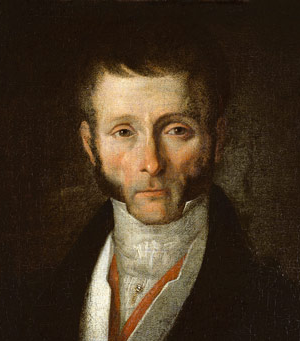
Joseph Fouché (1759–1820)

- Fouché, Karmen (* 2003), südafrikanische Leichtathletin
- Fouché, Louis (1913–1971), südafrikanischer Kugelstoßer
- Fouché, Louis (* 1970), südafrikanischer Speerwerfer
- Fouché, Mélanie (* 1977), deutsch-französische Schauspielerin und Synchronsprecherin
- Fouché, Neethling (* 1993), südafrikanischer Rugby-Spieler
- Fouché, Pierre (1891–1967), französischer Romanist, Katalanist und Phonetiker
- Fouchécourt, Jean-Paul (* 1958), französischer Sänger der Stimmlage Tenor
- Foucher de Careil, Louis François (1762–1835), französischer Divisionsgeneral der Artillerie
- Foucher de Careil, Louis-Alexandre (1826–1891), französischer philosophischer Schriftsteller, Diplomat und Politiker
- Foucher, Adèle (1803–1868), Ehefrau von Victor Hugo
- Foucher, André (1933–2025), französischer Radrennfahrer
- Foucher, Paul (1810–1875), Literat, Dramatiker und Journalist
- Foucher, Victoria (* 1995), französische Volleyballspielerin
- Fouchet, Christian (1911–1974), französischer Politiker, Mitglied der Nationalversammlung und Diplomat
- Fouchet, Lorraine (* 1956), französische Schriftstellerin
- Fouchet, Maurice (1873–1924), französischer Diplomat
- Fouchet, Max-Pol (1913–1980), französischer Schriftsteller, Kunstkritiker und Fernsehjournalist
- Fouchet, Paul (1913–2008), französischer Diplomat
- Fouchier, Ron (* 1966), niederländischer Virologie
- Fouckhardt, Henning (* 1959), deutscher Physiker
- Fouconnier, Georges (* 1873), französischer Sportschütze
- Foucquet, Jean-François (1665–1741), burgundischer Jesuit, römisch-katholischer Bischof, Historiker und Astronom
- Foucras, Sébastien (* 1971), französischer Freestyle-Skisportler
- Foucret, Marcel (1904–1975), französischer Autorennfahrer
- Foucret, Paul (1908–1964), französischer Autorennfahrer

### Foud
- Fouda, Toussaint (1958–2020), kamerunischer Radrennfahrer
- Fouda, Yosri (* 1964), ägyptischer investigativer Reporter, Autor und Fernsehmoderator
- Foudas, Costas (* 1958), griechischer Teilchenphysiker, Präsident des CERN-Rates
- Foudraine, Jan (1929–2016), niederländischer Psychiater, Psychotherapeut, Mystiker und Publizist
- Foudy, Julie (* 1971), US-amerikanische Fußballspielerin
- Foudy, Liam (* 2000), kanadischer Eishockeyspieler

### Foue
- Fouéré, Adolphe Julien (1839–1910), französischer Priester und Bildhauer
- Fouéré, Olwen (* 1954), irische Film- und Theaterschauspielerin

### Foug
- Fougberg, Charlotta (* 1985), schwedische Leichtathletin
- Fougère, Joseph Vernon (1943–2013), kanadischer Geistlicher, römisch-katholischer Bischof von Charlottetown
- Fougeret de Monbron, Louis-Charles (1706–1760), französischer Schriftsteller
- Fougerolles, Hélène de (* 1973), französische SchauspielerinHélène de Fougerolles (* 1973)

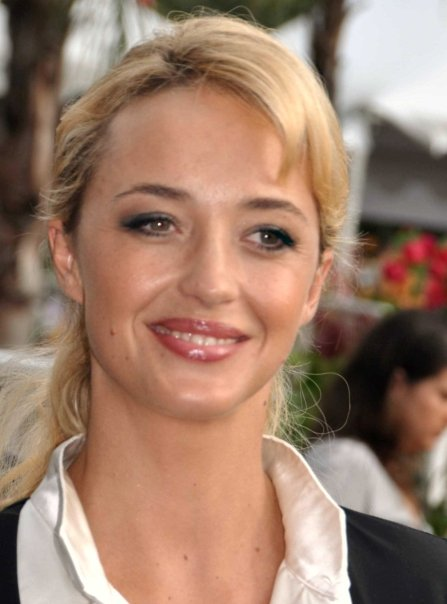
Hélène de Fougerolles (* 1973)

- Fougeroux de Bondaroy, Auguste Denis (1732–1789), französischer Botaniker
- Fougier, Rino Corso (1894–1963), italienischer Luftwaffenoffizier
- Fougner, Else Bugge (* 1944), norwegische Politikerin und Juristin
- Fougstedt, Nils-Eric (1910–1961), finnischer Dirigent und Komponist
- Fougt, Elsa (1744–1826), schwedische Druckerin, Chefredakteurin und Journalistin

### Fouh
- Fouhy, Ben (* 1979), neuseeländischer Kanute

### Foui
- Fouillen, Armand (1933–2024), französischer Fußballspieler und -trainer
- Fouillet, Paulette (1950–2015), französische Judoka
- Fouillioux, Alberto (1940–2018), chilenischer Fußballspieler
- Fouilloux, Jacques du (1519–1580), französischer Jagdwissenschaftler und Schriftsteller

### Fouj
- Foujita, Tsuguharu (1886–1968), japanisch-französischer Maler und GrafikerTsuguharu Foujita (1886–1968)

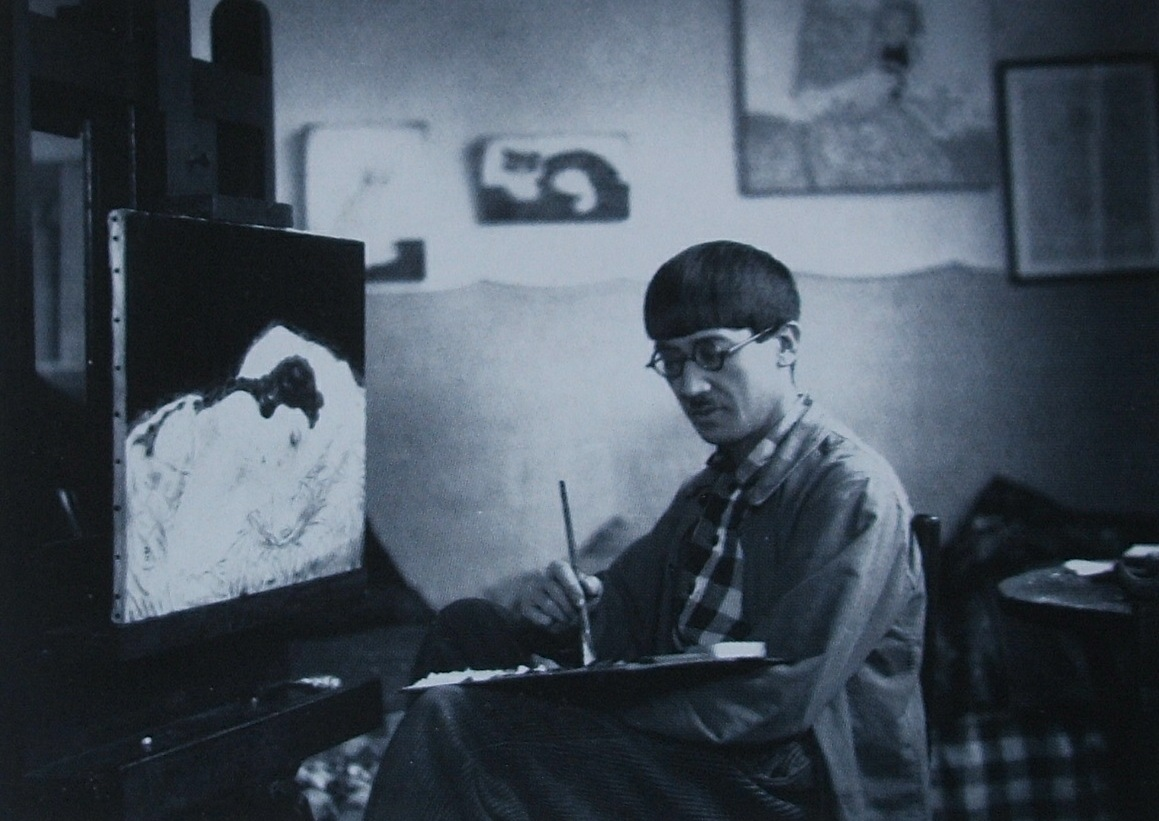
Tsuguharu Foujita (1886–1968)

### Fouk
- Fouke, Philip B. (1818–1876), US-amerikanischer Politiker

### Foul
- Foulani, Pierre (1939–2020), nigrischer Physiker
- Foulché-Delbosc, Raymond (1864–1929), französischer Romanist, Hispanist, Katalanist, Lusitanist, Übersetzer und Literaturwissenschaftler
- Fould, Achille (1800–1867), französischer Finanz- und Staatsmann
- Fould, Consuelo (1862–1927), französische Malerin
- Foulds, Geoff (* 1939), englischer Snookerspieler und Billardfunktionär
- Foulds, John (1880–1939), britischer Komponist
- Foulds, June (1934–2020), britische Leichtathletin und Olympiateilnehmerin
- Foulds, Linton Harry (1897–1952), britischer Diplomat
- Foulds, Neal (* 1963), englischer Snookerspieler
- Foulé, Eugène (* 1902), französischer Kollaborateur während der Besetzung Frankreichs im Zweiten Weltkrieg
- Fouler, Albert-Louis de (1770–1831), französischer Divisionsgeneral der Kavallerie
- Foulet, Alfred (1900–1987), US-amerikanischer Romanist und Mediävist französischer Herkunft
- Foulet, Lucien (1873–1958), französischer Romanist und Mediävist
- Foulger, Byron (1899–1970), US-amerikanischer Schauspieler
- Foulis, Robert (1796–1866), Erfinder
- Foulk, Robert (1908–1989), US-amerikanischer Schauspieler
- Foulke, William Henry (1874–1916), englischer Cricket- und Fußballspieler
- Foulke, William Parker (1816–1865), US-amerikanischer Anwalt, Philanthrop, Reformer und Hobbygeologe
- Foulkes, Adam (* 1967), britischer Animator
- Foulkes, Arthur (* 1928), bahamaischer Politiker, Generalgouverneur der Bahamas
- Foulkes, Bill (1932–2013), englischer Fußballspieler und -trainer
- Foulkes, Charles (1903–1969), kanadischer General
- Foulkes, Charles Howard (1875–1969), Leiter des chemischen Dienstes der britischen Armee
- Foulkes, Edward (* 1990), japanischer Dartspieler
- Foulkes, George (* 1942), britischer Politiker (Labour), Mitglied des House of Commons
- Foulkes, George Ernest (1878–1960), US-amerikanischer Politiker
- Foulkes, Helena, US-amerikanische Unternehmerin
- Foulkes, John F. (1872–1948), kanadischer Tennisspieler
- Foulkes, Llyn (* 1934), US-amerikanischer Künstler
- Foulkes, Mirrah (* 1981), australische Filmschauspielerin sowie FilmemacherinMirrah Foulkes (* 1981)

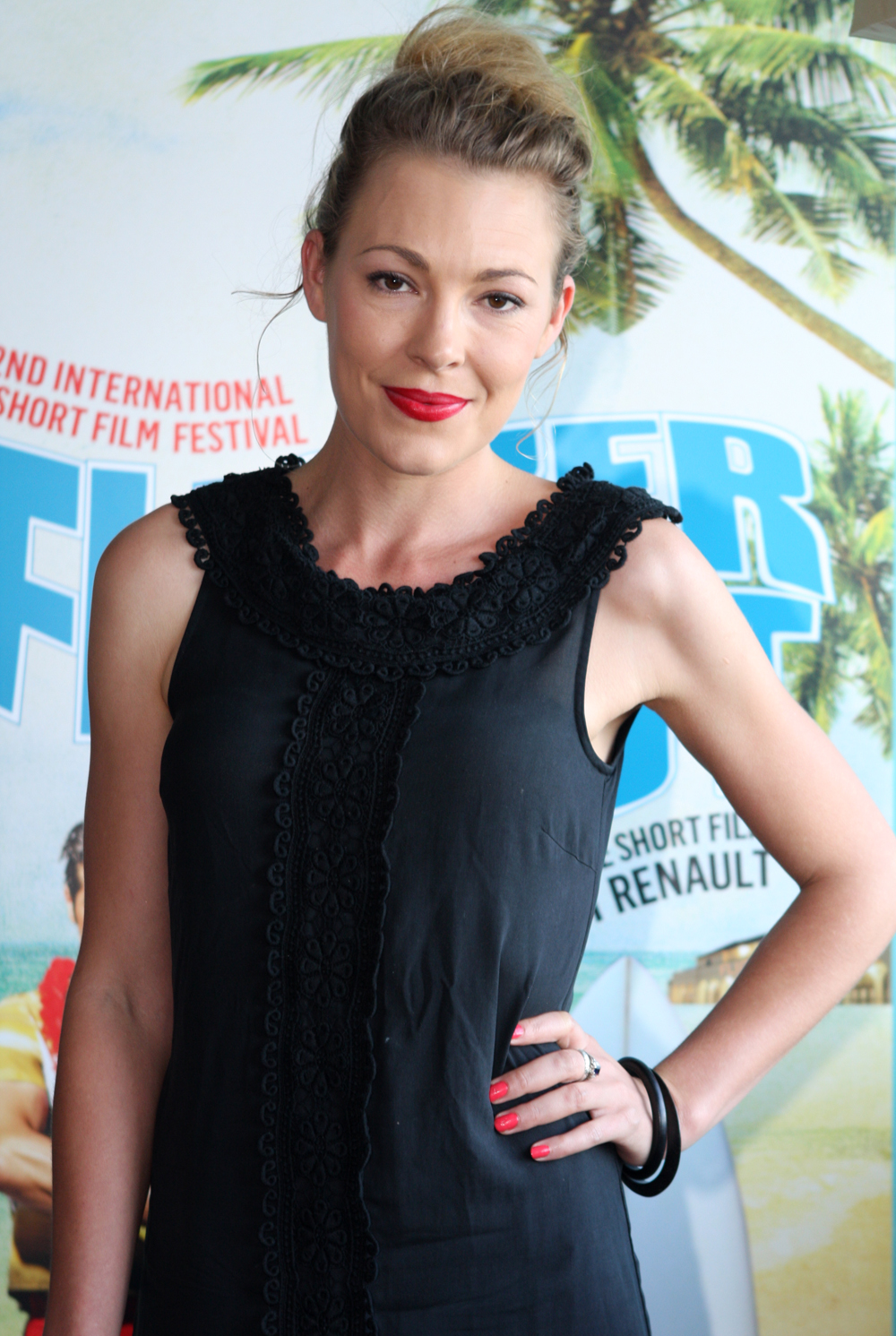
Mirrah Foulkes (* 1981)

- Foulkes, S. H. (1898–1976), deutsch-britischer Psychiater und Psychoanalytiker
- Foulkrod, William Walker (1846–1910), US-amerikanischer Politiker
- Foullon von Norbeeck, Heinrich (1850–1896), österreichischer Geologe
- Foullon, Abel (* 1513), französischer Ingenieur
- Foullon, Alexander Andrejewitsch (1764–1844), russischer Bergbauingenieur
- Foullon, Iwan Alexandrowitsch (1793–1855), russischer Bergbauingenieur
- Foullon, Joseph François (1715–1789), französischer General, Militärpolitiker und Finanzminister
- Foullong, Uwe (* 1957), deutscher Gewerkschafter und Politiker (Die Linke), MdB
- Foulon, Célia (* 1979), französische Ruderin
- Foulon, Emmanuel (1871–1945), belgischer Bogenschütze
- Foulon, Joseph Alfred (1823–1893), Bischof von Nancy, Erzbischof von Besançon, Erzbischof von Lyon
- Foulon, Roger (1923–2008), belgischer Schriftsteller
- Foulques de Villaret († 1327), Großmeister des Johanniterordens
- Foulquier, Marie-Eugène-Auguste-Charles (1866–1948), französischer Geistlicher und Apostolischer Vikar in Myanmar

### Foun
- Foundas, Giorgos (1924–2010), griechischer Filmschauspieler und Fernsehschauspieler
- Foundas, Taxiarchis (* 1995), griechischer Fußballspieler
- Foundoulis, Lambros (* 1961), griechischer Politiker
- Fountain, Albert Jennings (* 1838), US-amerikanischer Politiker
- Fountain, Ben (* 1958), US-amerikanischer Schriftsteller
- Fountain, Clayton Anthony (1955–2004), US-amerikanischer Strafgefangener und Serienmörder
- Fountain, Eli (1958–2022), US-amerikanischer Jazzmusiker (Vibraphon, Perkussion)
- Fountain, Hyleas (* 1981), US-amerikanische Siebenkämpferin
- Fountain, Kaley (* 1988), US-amerikanische Fußballspielerin
- Fountain, Lawrence H. (1913–2002), US-amerikanischer Politiker
- Fountain, Mike (* 1972), kanadischer Eishockeytorwart
- Fountain, Pete (1930–2016), US-amerikanischer Jazz-Klarinettist
- Fountain, Richard T. (1885–1945), US-amerikanischer Politiker
- Fountain, Robert (* 1969), britischer Kopfrechner und Physiker
- Fountain, Vinny (* 1991), britischer Biathlet
- Fountaine, Margaret (1862–1940), britische Schmetterlingsforscherin
- Fountoulakis, Christiana (* 1977), Schweizer Rechtswissenschaftlerin und Hochschullehrerin
- Fountoulis, Ioannis (* 1988), griechischer Wasserballer

### Fouq
- Fouqué, Caroline de la Motte (1773–1831), deutsche SchriftstellerinCaroline de la Motte Fouqué (1773–1831)

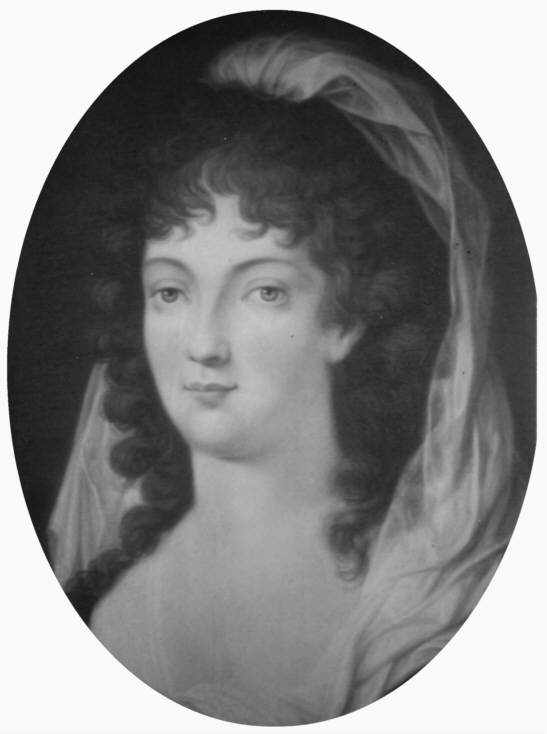
Caroline de la Motte Fouqué (1773–1831)

- Fouqué, Ferdinand André (1828–1904), französischer Geologe
- Fouquelin, Antoine, französischer Humanist und Romanist
- Fouquenet, Amandine (* 2001), französische Radrennfahrerin
- Fouqueray, Charles (1869–1956), französischer Maler
- Fouquet, Antoine (* 1979), französischer Biologe und Herpetologe
- Fouquet, François IV. (1587–1640), französischer Magistrat und Geschäftsmann
- Fouquet, Gerhard (* 1952), deutscher Historiker und Hochschullehrer
- Fouquet, Hans-Joachim (1895–1944), deutscher Offizier, zuletzt Generalmajor im Zweiten Weltkrieg
- Fouquet, Henri (1727–1806), französischer Arzt, Enzyklopädist
- Fouquet, Jean, französischer Buch- und Tafelmaler
- Fouquet, Jules (1878–1966), französischer Organist
- Fouquet, Karl (1855–1937), preußischer Generalleutnant
- Fouquet, Marie (1590–1681), französische Autorin, Heilkundige und Wohltäterin
- Fouquet, Nicolas (1615–1680), französischer Finanzminister unter Ludwig XIV.Nicolas Fouquet (1615–1680)

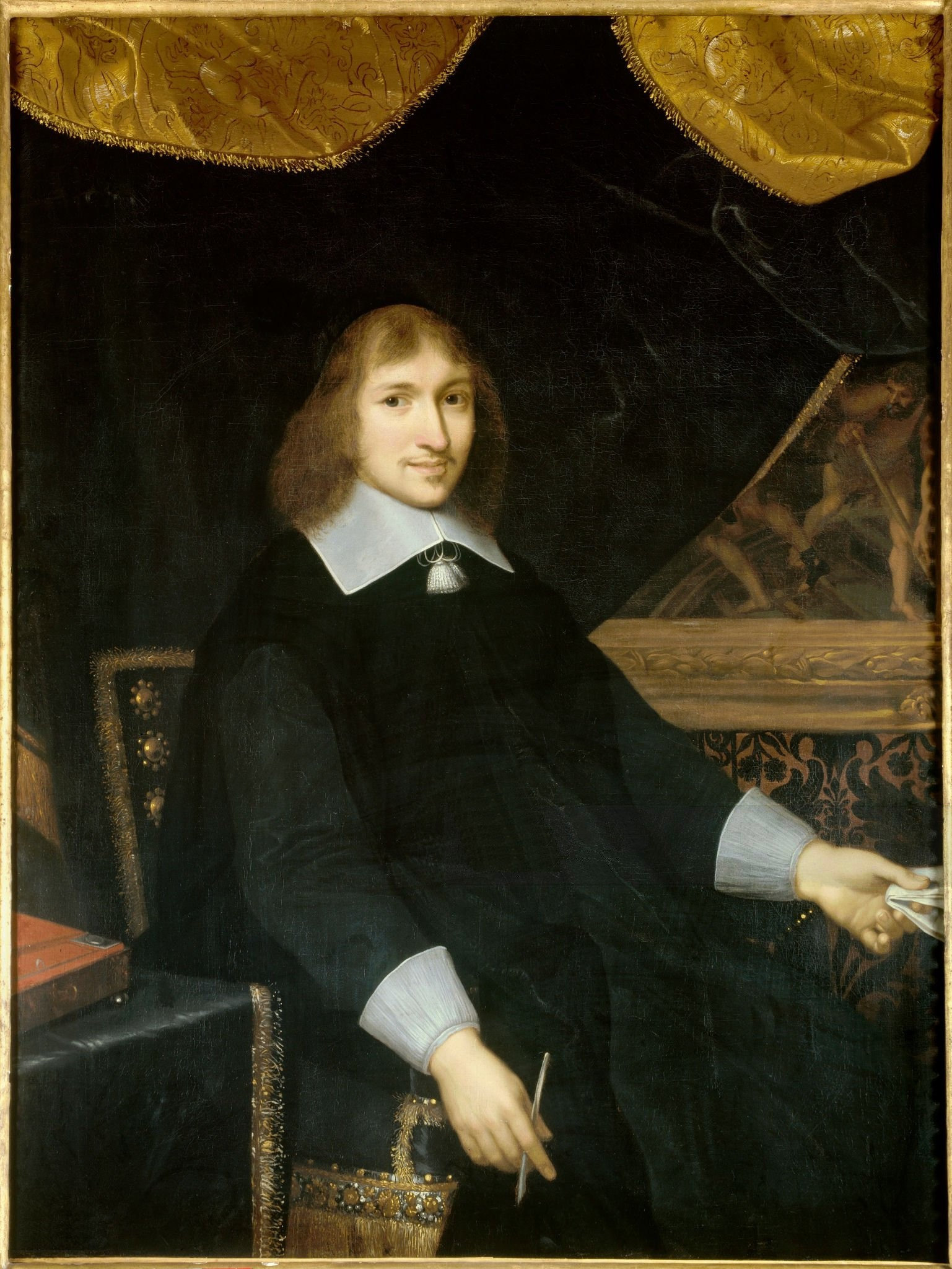
Nicolas Fouquet (1615–1680)

- Fouquet-Plümacher, Doris (* 1940), deutsche Literaturhistorikerin und Bibliothekarin
- Fouquier, Henry (1838–1901), französischer Journalist, Schriftsteller, Dramatiker und Politiker
- Fouquier-Tinville, Antoine Quentin (1746–1795), französischer Revolutionär und öffentlicher Ankläger des Revolutionstribunals während der Französischen Revolution
- Fouquières, Jacques († 1659), flämischer Maler

### Four
- Four Tet (* 1977), britischer Electro-Musiker
- Four, Paul (* 1956), französischer Moderner Fünfkämpfer
- Fourastié, Jean (1907–1990), französischer Wirtschaftswissenschaftler
- Fourcade, Florence (* 1961), französische Jazzmusikerin
- Fourcade, Jean-Pierre (* 1929), französischer Politiker
- Fourcade, Marceau (* 1905), französischer Ruderer
- Fourcade, Marie-Madeleine (1909–1989), französische Widerstandskämpferin im Zweiten Weltkrieg
- Fourcade, Martin (* 1988), französischer BiathletMartin Fourcade (* 1988)

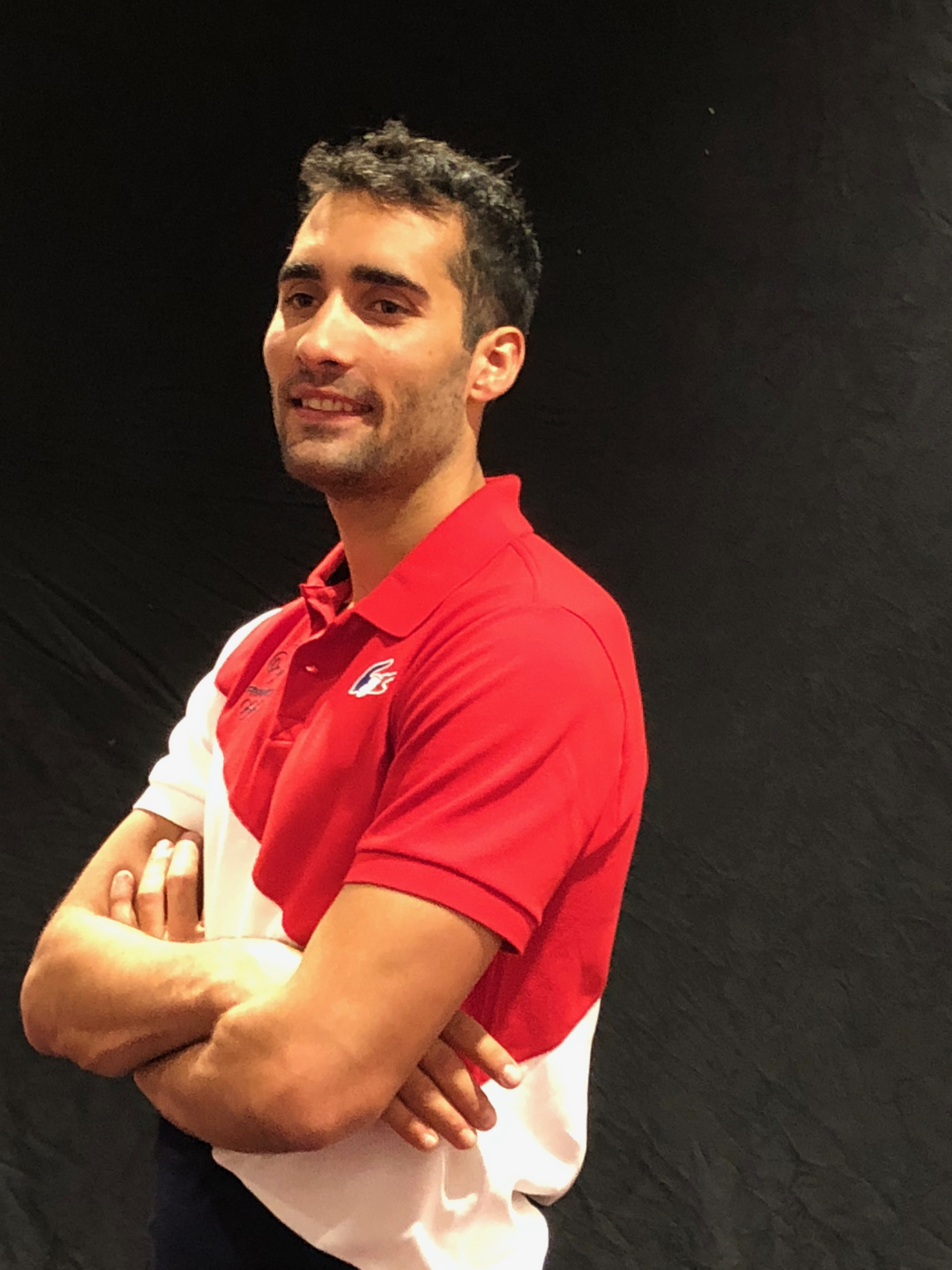
Martin Fourcade (* 1988)

- Fourcade, Simon (* 1984), französischer Biathlet
- Fourcand, Émile (1819–1881), französischer Politiker und Bürgermeister sowie Senator auf Lebenszeit
- Fourcaud, Louis de (1851–1914), französischer Journalist, Kunstkritiker und Schriftsteller
- Fourcault, Émile (1862–1919), belgischer Erfinder und Industrieller
- Fourcroy, Antoine François de (1755–1809), französischer Arzt, Chemiker und Politiker
- Fourdinois, Alexandre Georges (1799–1871), Möbeldesigner und Innenausstatter
- Fourdrain, Félix (1880–1923), französischer Organist und Komponist
- Fouré, Georges (1843–1902), französisch-deutscher Briefmarkenfälscher
- Foureau, Fernand (1850–1914), französischer Afrikaforscher und Kolonialgouverneur
- Foureira, Eleni (* 1987), griechische SängerinEleni Foureira (* 1987)

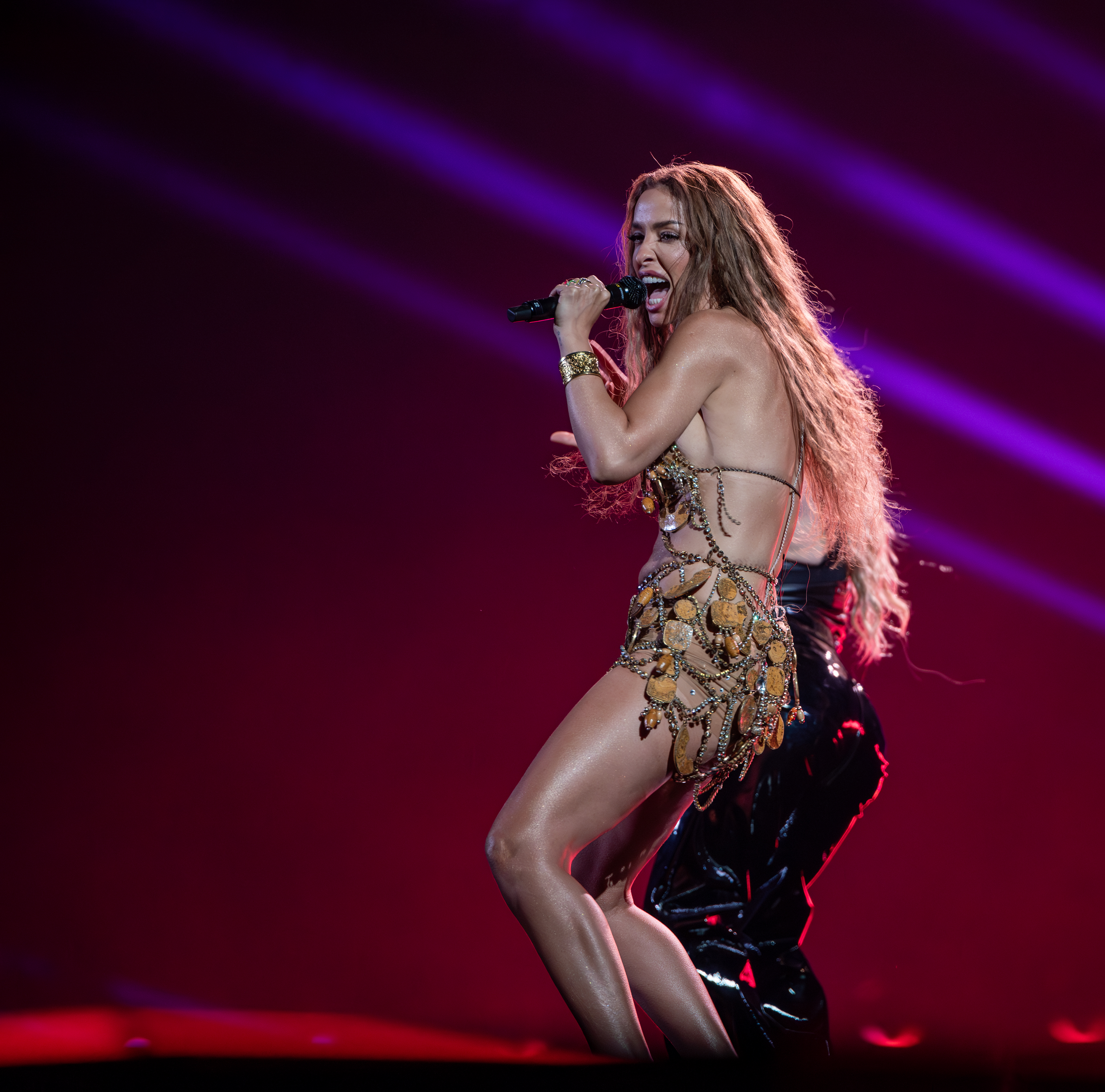
Eleni Foureira (* 1987)

- Fourès, Auguste (1848–1891), südfranzösischer Dichter und Redakteur
- Fourès, Henry (* 1948), französischer Komponist, Musiker und Musikhistoriker
- Fourès, Pauline (1778–1869), französische Autorin und Mätresse von Napoleon Bonaparte
- Fourest, Caroline (* 1975), französische Autorin und Feministin
- Fourest, Georges (1864–1945), französischer Schriftsteller
- Fourestier, Louis (1892–1976), französischer Komponist, Dirigent und Musikpädagoge
- Fourette Smith, John Mortimer (1935–2019), US-amerikanischer Geistlicher, römisch-katholischer Bischof von Trenton
- Fourgeoud, Louis-Henri (1717–1779), Schweizer Offizier in fremden Diensten
- Fourichon, Martin (1809–1884), französischer Admiral und Marineminister
- Fourié, Albert (1854–1937), französischer Bildhauer, Maler und Illustrator
- Fourie, Deon (* 1986), südafrikanischer Rugby-Spieler
- Fourie, Jaque (* 1983), südafrikanischer Rugby-Spieler
- Fourie, Johnny (1937–2007), südafrikanischer Jazzgitarrist
- Fourie, Keegan (* 1991), südafrikanischer Hochspringer
- Fourie, Lehann (* 1987), südafrikanischer Hürdenläufer
- Fourie, Lina, südafrikanische Badmintonspielerin
- Fourie, Marione (* 2002), südafrikanische Hürdenläuferin
- Fourier, Charles (1772–1837), französischer GesellschaftstheoretikerCharles Fourier (1772–1837)

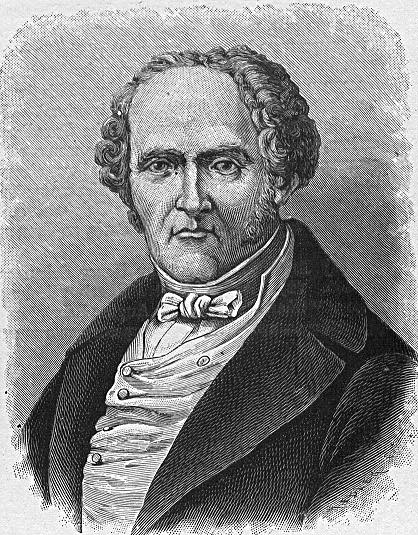
Charles Fourier (1772–1837)

- Fourier, Joseph (1768–1830), französischer Mathematiker und Physiker
- Fourier, Pierre (1565–1640), katholischer Priester, Augustiner-Chorherr, Heiliger der katholischen Kirche
- Fourier, Stefan (* 1949), deutscher Physiker, Schriftsteller und Sachbuchautor, Unternehmer und Unternehmensberater
- Fourlas, Loucas (* 1969), zypriotischer Journalist und Politiker
- Fourlis, Jaimee (* 1999), australische Tennisspielerin
- Fourmanoir, Pierre (1924–2007), französischer Agraringenieur und Ichthyologe
- Fourmarier, Paul (1877–1970), belgischer Geologe
- Fourmaux, Adrien (* 1995), französischer Rallyefahrer
- Fourme, Roger (1942–2012), französischer Physiker
- Fourmeau, Jean-Yves, französischer klassischer Saxophonist
- Fourment, Hélène (1614–1673), zweite Frau von Peter Paul Rubens
- Fourmigué, Gabriel (1967–2022), französischer Bobfahrer
- Fournau, Pedro Ernesto (* 1977), argentinischer römisch-katholischer Geistlicher, Weihbischof in Bahía Blanca
- Fourneau, Ernest (1872–1949), französischer Chemiker und Pharmakologe
- Fournel, Charles (1817–1869), französischer Lyriker, literarischer Übersetzer und Erzieher
- Fournel, Paul (* 1947), französischer Schriftsteller
- Fournell, Astrid (* 1945), deutsche Schauspielerin und Autorin
- Fournet, André-Hubert (1752–1834), französischer katholischer Geistlicher, Gründer der Kongregation der Kreuztöchter vom heiligen Andreas
- Fournet, Jean (1913–2008), französischer Dirigent
- Fournet, John B. (1895–1984), US-amerikanischer Jurist und Politiker
- Fournette, Leonard (* 1995), US-amerikanischer American-Football-Spieler auf der Position des RunningbacksLeonard Fournette (* 1995)

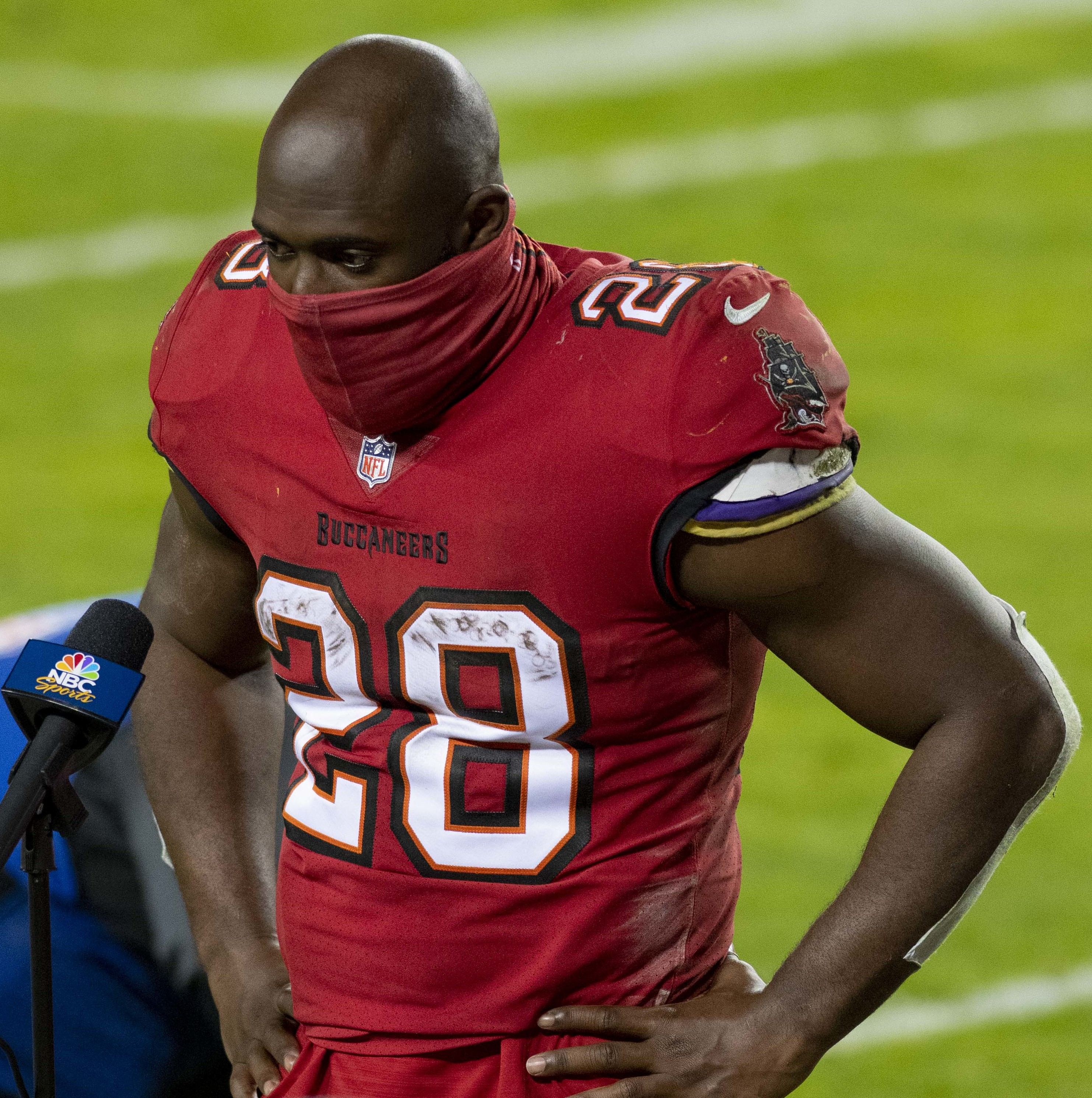
Leonard Fournette (* 1995)

- Fourneyron, Benoît (1802–1867), französischer Ingenieur, entwickelte erste praktikable Wasserturbine
- Fourneyron, Valérie (* 1959), französische Politikerin (PS), Mitglied der Nationalversammlung
- Fourniau, Eléonore (* 1987), französische Sängerin, Musikerin und Mitglied des Trios Samaïa
- Fournier Beaudry, Laurence (* 1992), kanadische Eiskunstläuferin
- Fournier, Alain (1943–2000), französischer Hochschullehrer, Pionier der Computergrafik
- Fournier, Alexis Jean (1865–1948), amerikanischer Maler
- Fournier, Alix (1864–1897), französischer Komponist
- Fournier, Alphonse (1893–1961), kanadischer Politiker (Liberalen Partei)
- Fournier, Amédée (1912–1992), französischer Radsportler
- Fournier, Ángel (1987–2023), kubanischer Ruderer
- Fournier, Antonie (1809–1882), österreichische Theaterschauspielerin
- Fournier, August (1850–1920), österreichischer Historiker und Politiker
- Fournier, Bastien (* 1981), Schweizer Schriftsteller
- Fournier, Caroline (* 1975), mauritische Leichtathletin
- Fournier, Cay von (* 1967), deutscher Autor, Arzt, Unternehmer und Vortragsredner
- Fournier, Claude (1745–1825), französischer Revolutionär
- Fournier, Colin (1944–2024), britischer Architekt und Hochschullehrer
- Fournier, Crystel, französische Kamerafrau
- Fournier, Daniel (* 1942), französischer Physiker (experimentelle Hochenergiephysik)
- Fournier, Denis (* 1954), französischer Jazz- und Improvisationsmusiker (Schlagzeug, Komposition)
- Fournier, Eduardo (* 1956), chilenischer Fußballspieler und -trainer
- Fournier, Eugène (1871–1941), französischer Höhlenforscher
- Fournier, Evan (* 1992), französischer BasketballspielerEvan Fournier (* 1992)

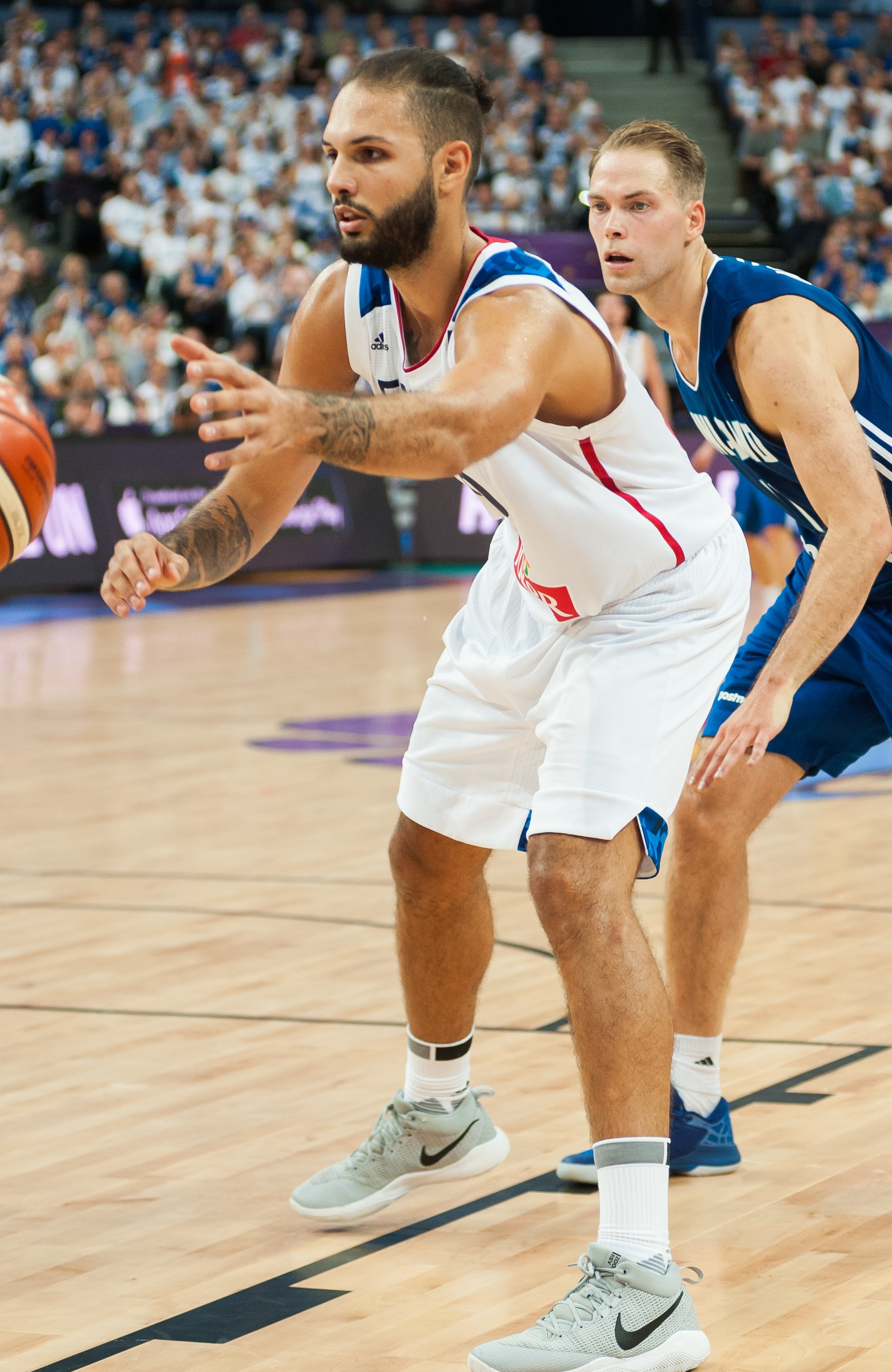
Evan Fournier (* 1992)

- Fournier, François (1846–1917), Briefmarkenfälscher
- Fournier, Frank (* 1948), französischer Fotojournalist
- Fournier, Friedrich Philipp (1801–1883), deutscher Jurist, Kommunalpolitiker und Bahnmanager
- Fournier, Georges (1595–1652), französischer Geograph
- Fournier, Georges (1881–1954), französischer Astronom
- Fournier, Henri (1871–1919), französischer Rennfahrer
- Fournier, Hubert (* 1967), französischer Fußballspieler und -trainer
- Fournier, Jean Alfred (1832–1914), französischer Dermatologe
- Fournier, Jean-Claude (* 1943), französischer Comiczeichner
- Fournier, Jean-Louis (* 1938), französischer Schriftsteller, Humorist und Regisseur
- Fournier, Jean-Luc (* 1956), Schweizer Skirennfahrer
- Fournier, Jean-Luc (1958–2001), französischer Fußballspieler
- Fournier, Jean-Paul (* 1945), französischer Politiker
- Fournier, Jean-René (* 1957), Schweizer Politiker
- Fournier, Jules (1884–1918), kanadischer Journalist, Zeitungsverleger, Übersetzer und Essayist
- Fournier, Julie (* 1982), französische Filmschauspielerin
- Fournier, Laurent (* 1964), französischer Fußballspieler und -trainer
- Fournier, Louis Édouard (1857–1917), französischer Maler
- Fournier, Marc (1818–1879), Schweizer Schriftsteller und Theaterdirektor
- Fournier, Marc (* 1994), französischer Radsportler
- Fournier, Marc-André (* 1979), serbisch-kanadischer Eishockeyspieler
- Fournier, Marcel (1914–1985), französischer Unternehmer
- Fournier, Maurice (1880–1911), französischer Motorrad- und Automobilrennfahrer
- Fournier, Michel (* 1944), französischer Fallschirmspringer
- Fournier, Paul (1853–1935), französischer Rechtshistoriker
- Fournier, Philippe (1818–1886), Schweizer Politiker
- Fournier, Pierre (1906–1986), französischer Cellist
- Fournier, Pierre Simon (1712–1768), französischer Typograph
- Fournier, Pierre-André (1943–2015), kanadischer Geistlicher, Erzbischof von Rimouski
- Fournier, Rémi (* 1983), französischer Fußballspieler
- Fournier, René (* 1921), französischer Flugzeugkonstrukteur
- Fournier, Roger (1929–2012), kanadischer Schriftsteller und Filmregisseur
- Fournier, Roxane (* 1991), französische Radsportlerin
- Fournier, Sarto (1908–1980), kanadischer Politiker (Liberale Partei)
- Fournier, Sébastien (* 1971), Schweizer Fussballspieler
- Fournier, Télesphore (1823–1896), kanadischer Jurist und Politiker
- Fournier, Vernel (1928–2000), US-amerikanischer Jazz-Schlagzeuger
- Fournier, Walther L. (1869–1943), deutscher Jagdschriftsteller
- Fournier-Bidoz, Sébastien (* 1976), französischer Skirennläufer
- Fournier-Sarlovèse, François (1773–1827), französischer General
- Fournier-Sarlovèze, Robert (1869–1937), französischer Polospieler und Politiker
- Fourniret, Michel (1942–2021), französischer Serienmörder
- Fournoux, Jean-René de (* 1978), französischer Autorennfahrer
- Fourny, Max (1904–1991), französischer Museumsgründer und Autorennfahrer
- Fouroux, Jacques (1947–2005), französischer Kapitän und Trainer der französischen Rugby-Union-Nationalmannschaft
- Fourquet, Jean (1899–2001), französischer Germanist
- Fourquet, Jérôme (* 1973), französischer Politikwissenschaftler
- Fourquevaux, Raymond de Beccarie de Pavie de (1508–1574), französischer Kriegsmann, Diplomat und Militärschriftsteller
- Fourreau, Emma (* 1999), französische Politikerin
- Fourrier, Gaston (1903–1976), französischer Handelsvertreter und Politiker
- Fourrier, Marguerite, französische Tennisspielerin
- Fourtou, Janelly (* 1939), französische Politikerin (UDF), MdEP
- Fourty (* 1995), deutscher RapperFourty (* 1995)

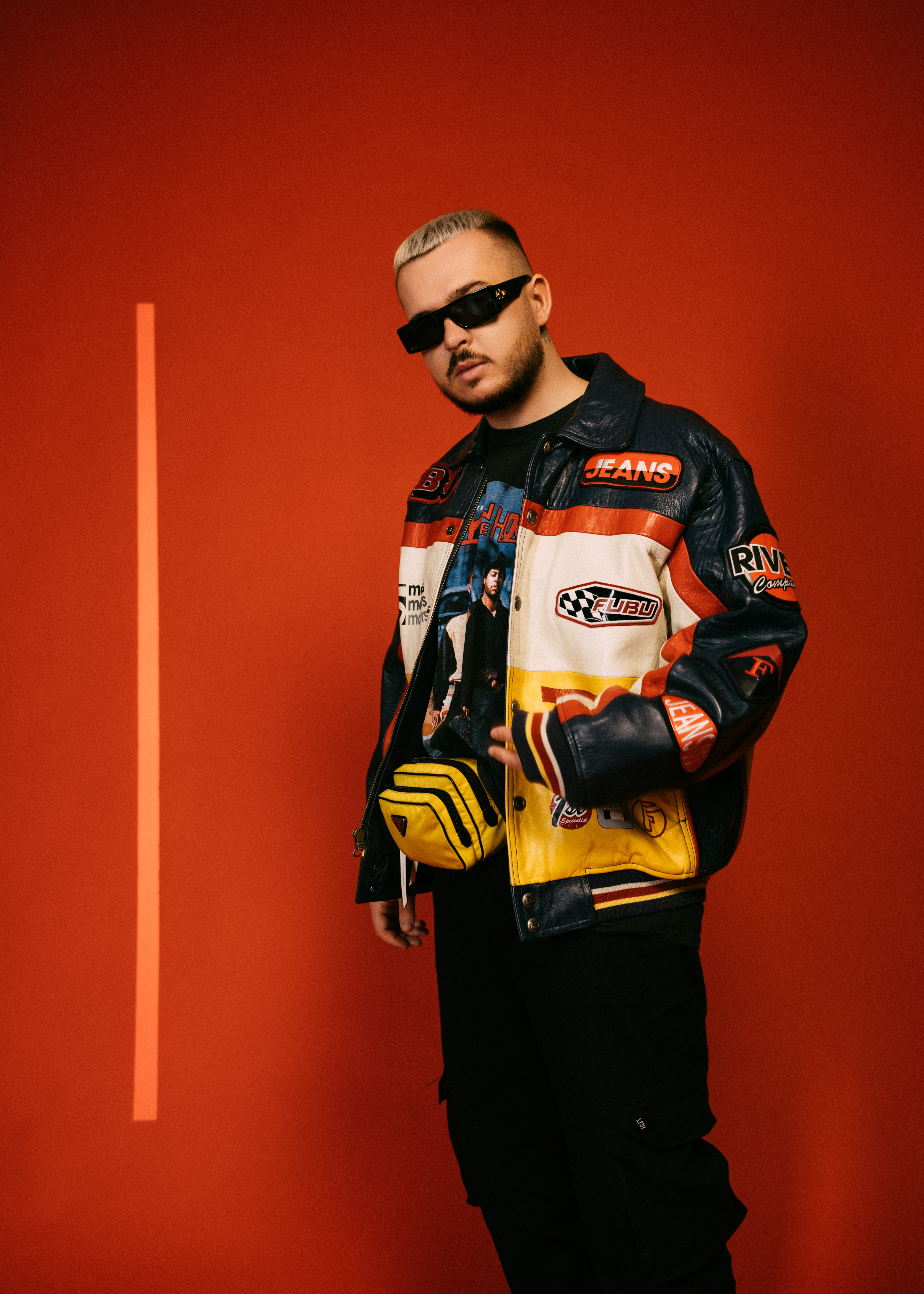
Fourty (* 1995)

- Fourvières, Xavier de (1853–1912), französischer Prämonstratenser, Provenzalist, Grammatiker, Lexikograf und Autor

### Fous
- Fous, Čestmír (* 1952), tschechisch-deutscher Eishockeytorwart
- Fous, Konrad (1888–1964), österreichischer Politiker (SPÖ), oberösterreichischer Landtagsabgeordneter
- Fous, Martin (* 1987), deutsch-tschechischer Eishockeytorwart
- Fouse, Quincy (* 1997), US-amerikanischer Schauspieler
- Fousek, Vít junior (* 1940), tschechoslowakischer Skilangläufer
- Fousek, Vít senior (1913–1990), tschechoslowakischer Skisportler
- Foushanji, Abul Qasem (* 1987), afghanischer Fotograf, Maler und Bassist
- Fousheé (* 1990), US-amerikanische R&B-Sängerin
- Foushee, Valerie (* 1956), US-amerikanische Politikerin der Demokratischen Partei
- Foussat, Jean-Marc (* 1955), französischer Komponist und Improvisationsmusiker
- Fousséni, Lazadi (* 1993), beninischer Fußballspieler
- Foussier, Gérard (* 1949), französischer Journalist und Autor
- Foust, Tanner (* 1973), US-amerikanischer RennfahrerTanner Foust (* 1973)

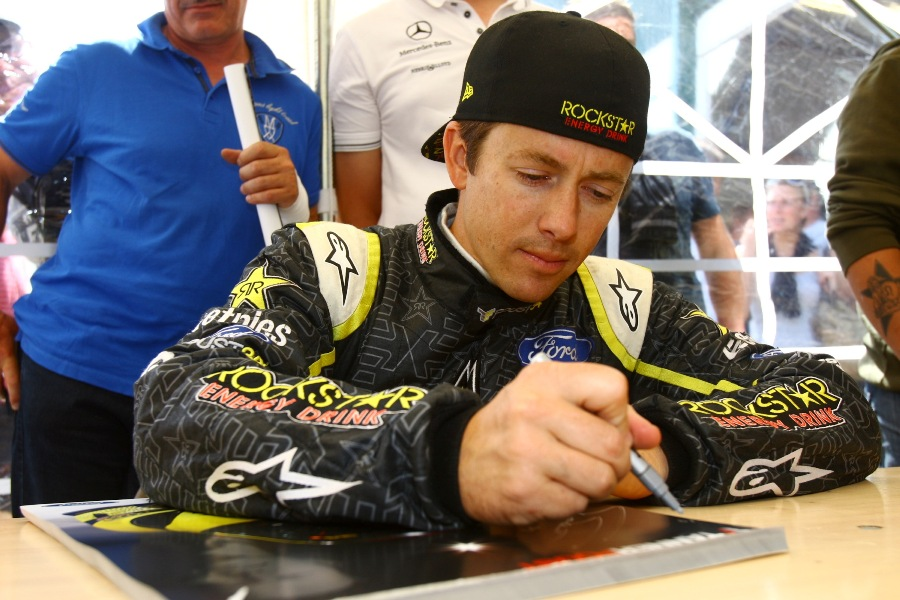
Tanner Foust (* 1973)

- Fousy, deutscher Rapper und Musikproduzent

### Fout
- Fouts, Caroline (* 2005), US-amerikanische Squashspielerin
- Fouts, Dan (* 1951), US-amerikanischer American-Football-Spieler
- Fouts, Denham (1914–1948), US-amerikanischer Prostituierter und Gigolo
- Fouts, Roger (* 1943), US-amerikanischer Psychologe, Anthropologe und Verhaltensforscher

### Fouv
- Fouvry, Étienne, französischer Mathematiker

### Fouz
- Fouzair, Mohamed (* 1991), marokkanischer Fußballspieler